# Syb van Ottele
Syb van Ottele, né le 2 février 2002 à Nimègue aux Pays-Bas, est un footballeur néerlandais, qui évolue au poste de défenseur central au Fortuna Sittard.

## Biographie

### En club
Né à Nimègue aux Pays-Bas, Syb van Ottele est formé par le club de sa ville natale, le NEC Nimègue, qu'il rejoint en 2012. Le 27 février 2018, alors que plusieurs clubs européens souhaitaient le recruter, il signe son premier contrat professionnel avec son club formateur, où il est considéré comme l'un des grands espoirs du club.
Le 8 janvier 2021, Syb van Ottele s'engage avec le SC Heerenveen, signant un contrat courant jusqu'en 2024. Le directeur technique de Heerenveen, Gerry Hamstra se félicite du transfert d'un joueur qu'il décrit comme talentueux, polyvalent et à l'aise balle au pied.
Le 15 juillet 2024, Syb van Ottele rejoint le Fortuna Sittard. Il signe un contrat de trois ans, soit jusqu'en juin 2027.

### En équipe nationale
Avec son coéquipier Dirk Proper, Van Ottele est sélectionné avec les moins de 17 ans pour participer au championnat d'Europe des moins de 17 ans en 2019. Lors de cette compétition, il ne joue qu'un seul match, le 9 mai contre la France (défaite 2-0 des Pays-Bas). Les Néerlandais remportent le tournoi en battant l'Italie en finale.

## Palmarès

### En sélection
- Vainqueur du championnat d'Europe des moins de 17 ans en 2019 avec l'équipe des Pays-Bas des moins de 17 ans.